# ROSE (Versaillesの曲)
「ROSE」（ローズ）は、2012年7月にリリースされたVersaillesの通算8枚目のシングルである。発売元はワーナーミュージック・ジャパン。

## 解説
Versaillesメジャー4枚目のシングル。「新たな幕開けとなる最新作」と謳われているが、9月発売のアルバム『Versailles』、その後の全国ツアーを経て同年12月20日にその最終公演であるNHKホールで活動を休止する旨が今作リリースから半月後に発表されたため、最後のシングルということにもなる。カップリングには新曲1曲と既発曲の再録を2曲収録。
5周年記念ボックスと通常盤の2タイプでのリリース。ボックスは6666個完全生産限定で、シリアルナンバーとDVD付きの豪華仕様。DVDには過去の膨大な超貴重映像などで構成されるバンドのヒストリー映像と、2012年2月に渋谷公会堂で開催された「World Tour Holy Grail -Grand Final-」のライヴ映像を収録。

## 収録曲
CD
1. ROSE [5:26]
  - 作詞:KAMIJO／作曲:HIZAKI
2. 妖 -ayakashi- [4:37]
  - 作詞:KAMIJO／作曲:MASASHI
3. Love will be born again [Japanese Version] [4:26]
  - 作詞・作曲:KAMIJO

『Holy Grail』収録曲の日本語ヴァージョン。
4. THE RED CARPET DAY [4:25]
  - 作詞:KAMIJO／作曲:TERU

『Lyrical Sympathy』収録曲の再録。

DVD
- History of Descendant of the Rose
- LIVE from World Tour 2012 -Holy Grail- Grand Final 〜Chateau de Versailles〜 2012.2.12
  - MASQUERADE
  - Judical Noir
  - Thanatos
  - DRY ICE CREAM!! [Remove Silence]
  - Flowery
  - Vampire
  - Remember Forever

## 品番
- 5th Anniversary Box：WPZL-30392/3
- 通常盤：WPCL-11123

### 参照
1. 1 2  “Versailles 「ROSE -5th Anniversary Box-」”. 2012年8月15日閲覧。
2. ↑  “Versaillesより大切なお知らせ”. 2012年8月15日閲覧。